# Джунін
Джунін або чунін (хангиль: 중인; ханча: 中人) - це вищий середній клас у династії Чосон в середньовічному корейському суспільстві, який складався зі значної кількості високоосвічених та кваліфікованих робітників та дрібних бюрократів.  Назва "джунін" дослівно перекладається як "середні люди".  Цей привілейований клас простолюдинів складався з невеликої групи дрібних бюрократів та інших високоосвічених кваліфікованих робітників, чиї технічні та адміністративні навички дозволяли янбану та королівській родині керувати нижчими класами. Чуніни були джерелом життя корейської конфуціанської аграрної бюрократії, від якої залежали вищі класи, щоб підтримувати свою владу над людьми. Їхні традиції та звички є попередниками сучасних корейських адміністративних систем як у Північній, так і в Південній Кореї.  

## Професії та ролі в суспільстві

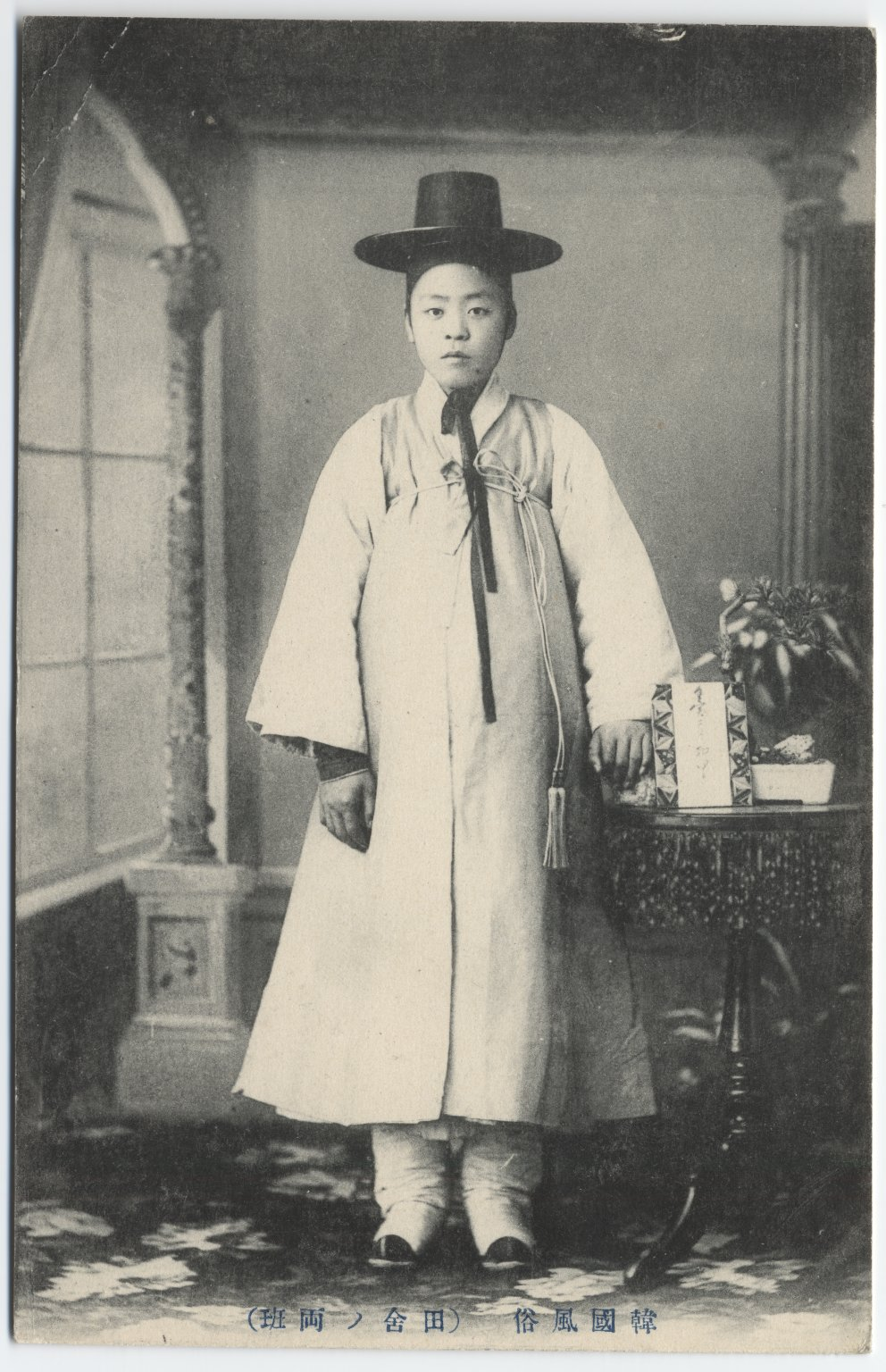
Молодий кореєць із середнього класу, 1904 рік

У династичній Кореї, зокрема в період Чосон, чуніни мали нижчий соціальний статус, ніж аристократи-янбани, проте він був вищий, ніж у соціальних груп з нижчого середнього та робітничого класів. До них входили високоосвічені державні спеціалісти зі статусом, порівнянним із сучасними білими комірцями (перекладачі, науковці, інженери, лікарі, юристи, астрономи, бухгалтери, каліграфи та музиканти). До цього класу також належали військові офіцери та члени сімей технічних спеціалістів та спадкові урядовці, як столичні, так і місцеві, а також позашлюбні діти аристократів. 
Вони виконували другорядні технічні та адміністративні ролі, які допомагали підтримувати структуру уряду. Чуніни найвищого рангу, місцеві чиновники, адміністративно дозволяли янбану пригнічувати нижчі класи. Особливо тотальний контроль вони мали над санмінами. Чуніни функціонували як середній клас і, в дійсності, були дрібними бюрократами, особливо в сільській місцевості.
Незважаючи на те, що високоосвічені чуніни були нижчими за аристократію за соціальним становищем, вони мали набагато більше привілеїв і впливу, ніж представники нижчого середнього та робітничого класу. Наприклад, джуніни не сплачували податки і не підлягали призову в армію. Як і янбанам, їм дозволялося жити в центральній частині міста, звідси й назва «середні люди». Крім того, джуніни, як правило, одружувалися як у своєму класі, так і в класі янбан. Оскільки чуніни мали дозвіл входити до палацу як королівські слуги, дівчина з цього соціального класу могла отримати посаду королівської служниці, а якщо її батько мав бездоганну репутацію або хороші зв'язки, вона могла привернути увагу короля або королеви-вдови, і стати королівською наложницею або навіть Королівською Благородною дружиною (другий вищий рівень в ієрархії королівського гарему після Королеви). Прикладом є королівська дворянська дружина Хві з клану Індон Чан, особисте ім’я Чан Ок Чжон, була дружиною короля Чосона Сукджонга та матір’ю Кьонджонга. Вона була королевою Чосону з 1689 року до свого усунення в 1694 році.
Однак, щоб стати джуніном, зазвичай потрібно було скласти іспит чапква, який перевіряв їхні практичні знання та навички. Хоча джуніни були відомі як частина середнього класу, вони були найменшим соціальним класом у династичній Кореї.

## Відомі чуніни
Чуніни були видатними особами, особливо наприкінці XIX та на початку XX століть. В цей період вони зазвичай відкрито сприймали західні інститути та ідеї модернізації Кореї.
- Ю Де Чі (він же Ю Хун-гі)
- О Кьон Сок і його син О Се Чанг
- Бьон Су
- Кім Кю Сік
- Чхве Нам Сон

## Зовнішні посилання
- infoKorea